# Abbazia di Dunfermline
L'abbazia di Dunfermline è un'abbazia situata nell'omonima città scozzese. È un monumento classificato di categoria A.

## La storia
La costruzione della chiesa venne iniziata nel 1128 da Davide I di Scozia dove già sorgeva un piccolo monastero benedettino, che viene datato attorno all'epoca di Malcolm III di Scozia, fra il 1058 ed il 1093, e che sarebbe stato fondato dal sovrano stesso. Il primo Abate fu Goffredo di Canterbury (morto nel 1154), già priore presso la cattedrale di Canterbury che per prima fornì i monaci alla neonata abbazia. Al massimo del suo splendore la struttura controllava un grande numero di terre, da Moray fino giù al Berkshire. Negli anni seguenti alla sua consacrazione, la chiesa accumulò 26 altari donati da singoli individui o da una Gilda e fu un lucroso centro di pellegrinaggi per il culto di Santa Margherita, moglie di Malcolm, cui si volle attribuire la fondazione dell'abbazia.
Durante l'inverno del 1303 Edoardo I d'Inghilterra vi venne detenuto per un tempo considerevole e quando fu liberato ordinò che si bruciassero quasi tutti gli edifici presenti.
Il marzo del 1560, in piena Riforma scozzese, vide il saccheggio del monastero. Ancora oggi rimangono in piedi diverse parti, come le vaste sale del refettorio o le camere sopra il corpo di guardia che era parte delle antiche mura cittadine. Anche la navata venne distrutta e fu rimessa a posto solo nel 1570 da Robert Drummond di Carnock (morto nel 1592) e servì come chiesa parrocchiale fino al XIX secolo ed ora è il vestibolo della nuova chiesa. Questo edificio venne costruito in stile Gotico perpendicolare ed aperto nel 1821 occupando il sito della vecchia cappella e del transetto. Accanto all'abbazia sorgono i resti del Dunfermline Palace, una volta parte di essa e ad essa collegato tramite il corpo di guardia. La chiesa ospita un grande numero di tombe reali, fra cui quella della stessa Margherita di Scozia (santa), chiusa durante il regno di Vittoria I d'Inghilterra per volontà della regina, e quella di Robert the Bruce.
A tutt'oggi la nuova chiesa è in uso.
Il vecchio edificio era costruito in stile normanno, come testimoniano la navata e la bellissima porta posta sul lato ovest.

## Matrimoni, morti e battesimi
- Nel 1093 Margherita di Scozia (santa) venne sepolta nel vecchio monastero benedettino. La sua canonizzazione, avvenuta nel 1250, portò al suo dissotterramento e ad una nuova sepoltura presso l'altar maggiore, assieme ai resti del marito Malcolm III di Scozia.
- Duncan II di Scozia, morto nel 1094, e la moglie Ethelreda sono sepolti qui.
- Donald III di Scozia, fratello di Malcolm ed assassino di Duncan II, venne sepolto nel 1099.
- Edgar di Scozia, figlio di Malcolm e fratello di Duncan II, raggiunse i suoi parenti nel 1107.
- Alessandro I di Scozia, quarto figlio di Malcolm, fu tumulato qui nel 1124 assieme alla moglie Sibilla di Normandia (1092-12 o 13 luglio 1122).
- Davide I di Scozia, ultimogenito di Malcolm, venne sepolto nel 1153 assieme alla moglie Matilde, contessa di Huntingdon (1074-1130).
- Malcolm IV di Scozia, nipote di Davide, fu seppellito nel 1165.
- Alessandro III di Scozia, discendente di Davide, trovò riposo qui nel 1286 insieme alla moglie Margherita d'Inghilterra e a due dei suoi figli, Alessandro (21 gennaio 1264-17 gennaio 1284) e Davide (1281).
- Elisabetta de Burgh (1289-1327), moglie di Roberto I di Scozia, riposa qui dal 1327.
- Roberto I di Scozia fu sepolto nel coro nel 1329: qui giacciono solo le sue ossa (il cuore fu posto altrove) che furono scoperte nel 1818 ed interrate sotto il pulpito della nuova chiesa.
- Matilde, figlia di Roberto, è qui dal 1353.
- Annabella Drummond, moglie di Roberto III di Scozia, venne sepolta nel 1401.
- Roberto Stuart (1339-1420), discendente di Roberto I, fu sepolto nel 1420.
- Carlo I d'Inghilterra venne battezzato qui nel 1600.
- William Schaw (1550 circa-1602) riposa qui dal 1602.
- David Lindsay, I Lord Balcarres (battezzato il 17 marzo 1587-marzo 1642) vi si sposò nel 1611.

## Elenco dei preposti all'abbazia

### Priori
- Peter, 1120

## Abati
- Gofferedo I di Canterbury, 1128-1154
- Goffredo II, 1154-1178
- Arcibaldo, 1178-1198
- Roberto di Berwick, 1198-1202
- Patrizio, 1202-1217x1223
- Guglielmo I, 1223
- Guglielmo II, 1223 x 1226-1238
- Goffredo III, 1238-1240
- Robert de Keldeleth, 1240-1252
- Giovanni, 1252-1256
- Matteo, 1256
- Simone, 1267-1275
- Radolfo di Greenlaw, 1275-1296
- Ugo, 1304x1306-1313
- Roberto di Crail, 1314-1328
- Alessandro Ber, c. 1328-9-1350 x 1351
- Giovanni Black, 1351
- Giovanni di Stramiglot, 1351-1383x1388
- Guglielmo di Angus, 1383
- Giovanni di Torry, 1388-1409
- Guglielmo di St Andrews (Anderston), 1413-1426
- Roberto di Scotland, 1418-1419
- Guglielmo Brown, 1427
- Andrea di Kirkcaldy, 1427-1444
- Riccardo di Bothwell, 1444-1468
- Alessandro Thomson, c. 1470
- Enrico Crichton, 1471-1482
- Adamo Cant, 1483-1490
- Giorgio Crichton, 1490-1500 
  - contestato dal cardinale Raffaele Riario, 1491-1492
  - contestato da Roberto Swinton, 1492
  - contestato da Tommaso Cranston, 1492
  - contestato da Andrea Pictoris, vescovo delle Orcadi, 1492

### Abati commendatari
- Giaconmo Stewart, Duca di Ross, figlio del re di Scozia Giacomo III, 1500-1504
- Gilberto Strachan, 1504
- Giacomo Beaton, 1504-1509
- Alessandro Stewart (figlio illegittimo di Giacomo IV di Scozia e della sua amante Marion Boyd), 1509-1513
- Giacomo Hepburn, 1513-1516
- Pietro di Accoltis, 1514
- Andrea Forman, 1514-1521
- Giacomo Beaton (per la seconda volta), 1522-1539[1]
- Giorgio Durie, 1526/39-1572
- Roberto Pitcairn, 1553/72-1584
- Enrico Pitcairn 1582/4-1593
  - Patrizio, Master of Gray, 1585-1587
  - Giorgio Gordon, 1º Marchese di Huntly, 1587